# Figarov pir
Figarov pir (Le nozze di Figaro ossia la folle giornata), K. 492, je komična opera koju je 1786. skladao Wolfgang Amadeus Mozart, s libretom Lorenza da Pontea, temeljen na scenskoj komediji Pierra Beaumarchaisa, Le mariage de Figaro (1784.). Doduše predstava Beaumarchaisa je prvobitno bila zabranjena u Beču zbog izrugivanja višoj klasi, ali opera je postala jedna od Mozartovih najuspješnijih djela. Često je smatrana kao kamen temeljac standarnih opernih repertoara. Uvertira je posebno poznata i često svirana kao koncertski komad.

## Povijest djela
Ova opera prva je u nizu suradnji između Mozarta i da Ponta; surađivali su i na pravljenju opera Don Giovanni i Così fan tutte. Mozart je donio kopiju Beaumarchaisove drame da Pontu, koji ju je za 6 tjedana preradio u libreto, prevevši priču u oblik talijanske poezije te uklonivši iz nje sve političke reference. Suprotno popularnom mitu, libreto je odobrio sam car, Josip II., prije no ga je Mozart uglazbio. Figaro je premijerno izveden u Burgtheateru, u Beču, 1. svibnja 1786. te stekao ogromnu popularnost, iako je izveden samo 9 puta. Car je bio poznat po tome da je donio zakon prema kojem je bio točno određen broj ponavljanja napjeva iz ove opere, jer ih je publika zahtijevala toliko mnogo da je inače četverosatna opera znala trajati i dvostruko duže upravo zbog ponavljanja istih. 1789. opera je ponovno izvedena, a Mozart i Da Ponte u njoj su napravili nekoliko sitnih promjena kako bi bolje odgovarala novoj pjevačici u ulozi Susanne.

## Glazba
| Uloge                                | Glas    | Premijerna podjela, 1. svibnja 1786. (Dirigent: W. A. Mozart) |
| ------------------------------------ | ------- | ------------------------------------------------------------- |
| Grof Almaviva                        | bariton | Stefano Mandini                                               |
| Grofica Rosina Almaviva              | sopran  | Luisa Laschi                                                  |
| Susanna, grofičina služavka          | sopran  | Nancy Storace                                                 |
| Figaro, grofov sobar                 | bas     | Francesco Benucci                                             |
| Cherubino, paž                       | sopran  | Dorotea Bussani                                               |
| Marcellina, služavka doktora Bartola | sopran  | Maria Mandini                                                 |
| Bartolo, Seviljski doktor            | bas     | Francesco Bussani                                             |
| Basilio, učitelj glazbe              | tenor   | Michael Kelly                                                 |
| Don Curzio, sudac                    | tenor   | Michael Kelly                                                 |
| Barbarina, Antonijeva kćer           | sopran  | Anna Gottlieb                                                 |
| Antonio, vrtlar i Susannin ujak      | bas     | Francesco Bussani                                             |
| Zbor seljaka i sluga                 |         |                                                               |

## Zvučni zapis
Uvertira Figarovog pira:

Uvertira Figarovog pira u izvođenju Edison Concert Choir (1908.):